# Henri Lepage (fäktare)
Henri Lepage, född 30 april 1908 i Épinal, död 26 oktober 1996 i Épinal, var en fransk fäktare.
Lepage blev olympisk guldmedaljör i värja vid sommarspelen 1948 i London.